# Комунистичка партија Кубе
Комунистичка партија Куба (шп. Partido Comunista de Cuba) је владајућа политичка партија на Куби. Основана је 1965. године. Дугогодишњег секретара партије, Фидела Кастра, априла 2011. наследио је његов брат Раул Кастро, а од 2021 први секретар је Мигел Дијаз-Канел.

## Историја
Прва комунистичка партија на Куби основана је 1925. године, под именом Народна социјалистичка партија. Јула 1961, две године након револуције, спајањем Народне социјалистичке партије, Кастровог Покрета 26. јул и Револуционарног директоријума 13. март основана је организација под именом Интегрисане револуционарне организације (ORI). Дана 26. марта 1962, ORI је променила име у Уједињена партија Кубанске социјалистичке револуције (PURSC). PURSC је 3. октобра 1965. организован у Комунистичку партију Кубе. За првог секретара нове партије био је изабран Фидел Кастро.
Током првих 15 година постојања, унутар партије активан је углавном био само Политбиро. Централни комитет је бројао 100 чланова. Године 1969, број чланова КП Кубе био је 55.000 или 0,7% становништва. Након Првог конгреса КП Кубе 1975. године, број чланова попео се на 200.000, а организациона структура партије је ојачала и постала активнија. До 1980. године, партија је имала 430.000 чланова, а до 1985. њих 520.000.
Током распада Совјетског Савеза, 1991. био је одржан Четврти конгрес партије. Преко три милиона људи пре одржавања конгреса било је укључено у расправе о улози партије након промена у Источном блоку. Конгрес је дефинисао КП Кубе као „партију кубанског народа“, више него као „партију радничке класе“. Биле су смањене забране да члан партије не сме да буде верник. Уз Карла Маркса и Владимира Лењина, кубански национални јунак Хосе Марти такође је слављен као револуционар кубанских комуниста. Партија је дозволила мање економске реформе, које су обустављене до Петог конгреса 1997. године. На Петом конгресу дозвољено је веће улагање развој туризма.

## Структура партије
Водећа тела партије до 1991. била су политбиро и Секретаријат, који су тада спојени. Од тада Политбиро КП Кубе има преко 20 чланова. На Петом конгресу 1997, број чланова Централног комитета смањен је са 225 на 150 чланова. Број чланова партије до Шестог конгреса 2011. године био је око 800.000.
Након повлачења Фидела Кастра из партије и кубанске владе 2008, његов брат Раул Кастро постао је нови секретар партије и на тој функцији је остао од 2011 до 2021 године. 
Актуелни председник Кубе и партије је Мигел Дијаз Канел
Омладинско крило КП Кубе зове се Савез комунистичке омладине (шп. Unión de Jóvenes Comunistas, UJC). Ова организација организована је по узору на совјетски Комсомол. Унутар UJC-а делује Пионирска организација Хосе Марти.
Конгреси КП Кубе:
- Први конгрес (децембар 1975)
- Други конгрес (децембар 1980)
- Трећи конгрес (фебруар 1986)
- Четврти конгрес (октобар 1991)
- Пети конгрес (октобар 1997)
- Шести конгрес (16. — 19. април 2011)
- Седми конгрес (16. — 19. април 2016)
- Осми конгрес (19. — 22. април 2021)

## Идеологија
За разлику од владајућих комунистичких партија у Азији, попут КП Вијетнама или КП Кине, Комунистичка партија Кубе остала је верна марксизму-лењинизму и социјализму совјетског типа.
КП Кубе је подупирала многе револуционарне покрете у Латинској Америци, попут ЕЛН-а у Колумбији, ФМНЛ-а у Ел Салвадору, Сандиниста у Никарагви и Покрета Њу џул у Гренади. Чланови партије такође су имали великог учешћа и у помагању ослободилачких покрета у Африци. Кубански добровољци су у Анголи учествовали у бици код Куито Куанавалеа. Последица битке била је мировни споразум и стицање независности Намибије од јужноафричке власти.
Партија је увелико смањила подршку многим покретима након распада Совјетског Савеза, али је задржала праксу упућивања великог броја кубанских лекара, пољопривредних техничара и осталих стручњака у неразвијене земље Африке и Азије. У последње време, КП Кубе успоставила је присне односе са главним левичарским вођама Латинске Америке, Хугом Чавезом и Евом Моралесом.